# Gant (azienda)
GANT è una società internazionale specializzata in capi di abbigliamento, Ha sede a Stoccolma, in Svezia. La società fu fondata negli Stati Uniti nel 1949 da Bernard Gantmacher un ebreo immigrato in America dall'Ucraina, giunto a New York nel 1914, la cui moglie cuciva asole e bottoni. Nel 2006, la società è stata quotata nella O-list della Borsa valori di Stoccolma fino all'uscita dal listino azionario avvenuta nel 2008, anno in cui è stata acquisita dal gruppo svizzero Maus Frères.
L'azienda è conosciuta per avere introdotto sul mercato di massa le camicie button-down e per avere ideato la linguetta con bottone e il "passante appendiabiti" sulla parte posteriore delle camicie.
Opera in 70 paesi e i suoi prodotti sono disponibili presso 4.000 rivenditori selezionati e 583 boutique GANT in tutto il mondo.